# Linda Forsberg
 (juin 2024).
Si vous disposez d'ouvrages ou d'articles de référence ou si vous connaissez des sites web de qualité traitant du thème abordé ici, merci de compléter l'article en donnant les références utiles à sa vérifiabilité et en les liant à la section « Notes et références ».
Linda Forsberg, née le 19 juin 1985 à Upplands Väsby, en Suède, est une footballeuse internationale suédoise ayant joué au poste de milieu de terrain. Elle joua toute sa carrière en D1 suédoise, avec 33 matchs avec l'équipe nationale, dont les Coupes du monde 2007 et 2011.

## Biographie

### En club
Linda Forsberg commence à jouer au football à Bollstanäs SK. En 2003, l'attaquante fait ses débuts dans l'équipe féminine de Hammarby IF dans le Damallsvenskan, la meilleure ligue suédoise. Elle s'impose en tant que joueuse régulière, de sorte qu'elle a été transférée aux rivaux de la ligue le Djurgården Damfotboll en 2007.
En décembre 2008, Forsberg a annoncé son transfert au LdB FC Malmö, où elle a signé un contrat de deux ans à compter de janvier 2009 avec une option de prolongation d'un an. Dans l'équipe autour de Nilla Fischer, Aylin Yaren (en), Lina Nilsson (en) et Therese Sjögran, elle a gagné une place régulière et a brillé en tant que buteuse régulière.
En novembre 2011, elle a mis fin à sa carrière à l'âge de 26 ans en raison d'une blessure au genou.

### En équipe nationale
Après avoir joué dans les diverses catégories de jeunes, elle est appelée en équipe A pour la première fois par l'entraîneur national Thomas Dennerby en 2007. Elle fait ses débuts en maillot national lors d'une victoire 7-0 contre la Roumanie le 16 juin 2007. À l'automne, elle fait partie de l'équipe pour la Coupe du monde féminine de football 2007. Dans le tournoi, elle a été utilisée dans les matchs contre la sélection des États-Unis et la sélection nigériane. En 2008, elle fait partie de l'équipe pour les Jeux olympiques de Pékin. Elle était l'une des titulaires et a disputé les quatre matchs jusqu'à ce que l'équipe nationale perde contre l'Allemagne en quarts de finale.
Forsberg fait partie de l'équipe suédoise pour la Coupe du monde en Allemagne en 2011 et a débuté le premier match contre la Colombie, le deuxième match contre la Corée du Nord et le match pour la première place du groupe contre les États-Unis. Après trois victoires, elle et son équipe ont atteint les quarts de finale sans défaite, où elles ont rencontré l'Australie. Ici aussi, Forsberg était dans le onze de départ et avec la victoire 3 à 1, elles ont atteint les demi-finales contre le Japon et se sont qualifiées pour les Jeux olympiques de Londres. Le 16 juillet 2011, elle a remporté le match pour la troisième place 2 à 1 contre la France,.

## Palmarès
- Coupe du monde féminine de football 2011 : médaille de bronze
- Championnat de Suède féminin de football : championne en 2010